# Alfred Comte AC-1
L'Alfred Comte AC-1 est un prototype d'avion de chasse du constructeur suisse Alfred Comte.

## Histoire
Malgré une construction aéronautique suisse en berne après les faillites de Wild en 1915 et SWS en 1918 Alfred Comte se lance dans la fabrication d'un nouvel avion en 1926. Le prototype fait son premier vol le 2 avril 1927 sous l'immatriculation civile CH-174. Piloté par Alfred Comte il est disqualifié lors de la course de vitesse en circuit fermé du meeting aéronautique international de Dübendorf en 1927.
Comparé lors de tests au Dewoitine D.27 il fait jeu égal pour les qualités de vol mais ses performances sont inférieures à celles de son rival qui est retenu pour une commande qui n'aura lieu qu'en 1924.
Le prototype est quand même acheté par l'armée et muni d'une aile de Dewoitine D.9 réputée plus solide que celle d'origine. Excellent grimpeur il permet au capitaine Luzius Bärtsch de monter à 10 000 mètres améliorant ainsi le record suisse d'altitude. Pendant sa période d'utilisation par les troupes d'aviation il est utilisé par quasiment tous les pilotes pour une épreuve de vol à haute altitude. L'avion est réformé en 1939.